# Кавказская старина
Кавказская Старина — российский ежемесячный исторический, археологический, этнографический и библиографический журнал.
Издавался в Тифлисе с ноября 1872 по 1873 год. Вышло 8 номеров журнала.
Статьи помещённые в журнале, касались, в основном, местной истории. Публиковались ценные исторические документы: переводы неизданных произведений кавказских летописцев, статьи по истории Востока, описание обычаев и обрядов, предметов домашнего обихода народностей Кавказа, их песни, пословицы, поговорки, легенды, сказки. В Библиографическом отделе помещались аннотации на книги о Кавказе на русском языке и языках народов Кавказа, произведения зарубежных авторов.
В «Кавказской старине» было впервые опубликовано анонимное письмо из Тегерана к архиепископу Нерессу (патриарху) «О причинах убийства А. С. Грибоедова» (1872, № 1). В журнале напечатаны статьи кн. Р. Христова «О крестьянском сословии в Мингрелии» (1873, № 4—5, 6), «Начало печати у армян в XVI ст.» (1873, № 4—5), «О привилегированных сословиях в Мингрелии» (1873, № 6) и др.